# Николаос Цолакис
Николаос Цолакис (на гръцки: Νικόλαος Τσολάκης) е гръцки революционер, деец на гръцката въоръжена пропаганда в Македония

## Биография
Николаос Цолакис е роден в Гревена, тогава в Османската империя. Присъединява се към гръцката въоръжена пропаганда в Македония и действа в Корещата, Леринско и Гревенско заедно с Йоанис Каравитис. По-късно достига района на Мариово, като по пътя си през октомври 1905 година с 15 членната си чета напада село Битуша и убива 13 мирни жители българи, а други 5 са пребити. На 3 ноември са арестувани от турската власт в Обсирено, където са укривани от местното население.